# فقط آب اضافه کنید (فیلم)
فقط آب اضافه کنید (به انگلیسی: Just Add Water) فیلمی محصول سال ۲۰۰۸ و به کارگردانی هارت بوچنر است. در این فیلم بازیگرانی همچون دیلن والش، تریسی میدندارف، دنی دویتو، پنی بالفور، جاستین لانگ، آنیکا نونی رز، جونا هیل، برد هانت، ملیسا مک‌کارتی، جون اسکویب، چلسی فیلد، سرینا وینسنت و تریسی والتر ایفای نقش کرده‌اند.